# Hôtel Eleon

Hôtel Eleon (russe : Оте́ль Элео́н) est une série télévisée comique russe, dérivée de la série La Cuisine (Kukhnya). 
Hôtel Eleon est produit par Sister's Production, Yellow, Black and White et Keystone Production et raconte la vie du personnel de l'hôtel boutique cinq-étoiles Eleon et du restaurant Victor.
Le tournage de la première saison a eu lieu du 4 juillet, au 22 septembre 2016, et la première diffusion le 28 novembre 2016 sur la chaîne russe STS. Les nouveaux épisodes sont diffusés du lundi au jeudi à 20h30. 

## Synopsis
Eleonora Andreyevna transmet son hôtel-boutique Eleon à son neveu Pavel. Ce dernier, ne voulant pas s'en occuper directement, engage pour ce faire un manager hautement qualifié en la personne de Sofia Yanovna Tolstaïa qui est nommée directrice de l'hôtel, tandis que l'ancien directeur Mikhaïl Djekovitch doit lui céder la place et devenir son subordonné. La nouvelle directrice apporte son lot de changements dans les habitudes de vie d'Eleon. Au restaurant Victor, c'est Nastia qui devient directrice, tandis que Kostia est seulement barman senior. Arseni devient chef de cuisine, mais sa relation avec sa femme Marina pâtit de sa nomination comme cheffe comptable à Eleon. Au même moment, une fille prénommée Dacha fait son apparition à l'hôtel. Après avoir été escroquée par un faux mariage, elle décide de venir travailler à l'hôtel comme femme de chambre.

## Distribution

### Rôles principaux
- Grigori Siyatvinda : Mikhaïl Djekovitch, directeur, sous-directeur, portier, portier en chef, de l'hôtel Eleon.
- Ekaterina Vilkova : Sofia Yanovna Tolstaïa, directrice de l'hôtel Eleon. Arrivée de Bruxelles, c'est le bras droit de Pavel.
- Miloš Biković (en) : Pavel Arkadevitch, propriétaire de l'hôtel Eleon. Arrivé de Serbie, neveu d'Eleinora Andreievna, et amoureux de Dacha.
- Sergey Lavygin : Arseni Andreievitch Tchouganine (Senia), chef du restaurant Victor.
- Olga Kuzmina : Anastasia Stepanova Fomina (Nastia), serveuse, puis directrice artistique du restaurant Victor, épouse de Konstantin (Kostia).
- Victor Horinyak : Konstantin Konstantinovitch Anisimov (Kostia), barman, puis barman en chef du restaurant Victor, mari de Nastia.
- Anna Begounova : Marina Tchouganina, cheffe comptable de l'hôtel Eleon, épouse de Senya.
- Elena Ksenofontova : Eleonora Andreïevna Galanova, ancienne propriétaire de l'hôtel Eleon.
- Vladislav Vetrov (ru): Boris Leonidovitch (tonton Boria), ingénieur en chef de l'hôtel Eleon.
- Natalia Chtchoukina (ru) : Valentina Ivanovna, cheffe femme de chambre de l'hôtel Eleon.
- Aleksandra Kouzionkina : Yulia Komissarova, femme de chambre de l'hôtel Eleon, actrice débutante, amie de Dasha.
- Diana Pojarskaïa : Daria Kanaeva (Dacha), femme de chambre de l'hôtel Eleon, pratiquante de karaté, amie de Yulia et aimée de Pavel Arkadevitch.

### Rôles secondaires
- Timur Eremeïev : Yegor, portier de l'hôtel Eleon, amoureux de Dacha (saison 1)
- Konstantin Fiodorov : Leonid Gromov, chef de la sécurité de l'hôtel Eleon.
- Filipp Bledny (ru) : Nikita Andreievitch Diaguilev, copropriétaire d'Eleon, amoureux de Dacha (épisodes 17-42)
- Egor Korechko (ru) : Piotr Romanov, copropriétaire d'Eleon, veuf, amoureux de Dacha (saison 3)
- Elena Morozova : sujet psi (saison 2, épisode 28)
- Ilia Lioubimov (ru) : psychologue à Eleon, ex-mari de Sofia Yanovna Tolstaïa
- Evgueni Sidikhine : Yan, père de Sofia Tolstaïa (épisode 60)
- Iya Ninidze : femme de Radmir (épisode 56)
- Hrant Tokhatyan (en) : Armen, l'invité arménien (épisode 56)
- Olha Konyk-Freimout.

## Réception de la série en Russie
Selon des données publiées par la société TNS Rossiya, la part d'audimat en Russie ayant regardé les deux premiers épisodes de la série a atteint 20,5 % dans la catégorie 10 à 45 ans, et 22,7 % à Moscou. Ces résultats surpassent ceux de Piervyj Kanal, TNT, Rossiya 1 et NTV (pris séparément) pour le même créneau horaire.